# Куртяк Євген Григорович
Євге́н-Рома́н Григо́рович Куртя́к (11 лютого 1936, с. Желехів Великий, нині с. Великосілки, Львівського району, Львівської області — 17 вересня 1996, Львів) — український письменник, журналіст. Член Спілки журналістів України (1958). Член Спілки радянських письменників України (1962).

## Життєпис
Навчався на факультеті журналістики Львівського державного університету імені Івана Франка, Вищих літературних курсах у Москві. Працював у районній пресі у Львівській області та в селі міського типу Заложці (нині Залізці) Зборівського району Тернопільської області, у редакції журналу «Жовтень» (нині «Дзвін», Львів); у 1964—1971 роках — у Житомирі, потім — редактором видавництва «Каменяр» у Львові.
Приїжджав на Тернопільщину збирати матеріал для роману «Губернаторські вали» (1981), один із головних героїв якого — громадсько-політичний діяч, уродженець села Чернихівці на Тернопіллі Мирослав Січинський. У романі також йдеться про події в містечку (нині селище міського типу) Коропець Чортківського району, зокрема, вбивство Марка Каганця. Багато уваги Євген Куртяк приділив уродженцю села Варваринці на Тернопіллі скульпторові Михайлу Паращуку.
Помер 17 вересня 1996 року у Львові та похований на Личаківському цвинтарі (поле № 11), поряд з могилою Григорія (Грицька) Чубая. У 2005 році на могилі Євгена Куртяка встановлено невисоку гранітну стелу-пам'ятник.

## Творчість
У центрі творчості — історична доля і сьогодення Галичини. Автор:
- повістей «Світла доля твоя» (1961), «Буг іскрить хвилями» (1964), «Двоє в дорозі» (1975) (присвячено соціальним, морально-етичним проблемам молоді)
- 15-ти романів: «Долина печалі» (1971), «Губернаторські вали» (1981), «Спадок віків» (1989), «Спалені обози» (1990), дилогії «Бескиди» (1983; складається з романів «Присяга на Бескиді» (1979) і «Зелемінь» (1979), тетралогії про події в Західній Україні напередодні, під час другої світової війни і в перші повоєнні роки: романи «Віхола» (1963), «Високий Замок» (1964), «Хрест і калина» (1966), «Кров на стежках» (1968).